# Lac-Juillet
Lac-Juillet est un territoire non organisé situé dans la municipalité régionale de comté de Caniapiscau, dans la région administrative de la Côte-Nord, au Québec.

## Toponymie
Lac-Juillet est nommé en l'honneur du lac Juillet, un des lacs du territoire. Ce lac est nommé le 19 avril 1951 en souvenir de Blaise Juillet dit Avignon, un compagnon du héros Dollard des Ormeaux. Le nom du territoire a été officialisé le 13 mars 1986.

## Géographie
La superficie totale de Lac-Juillet est de 3 595,81 km2. Situé sur le bouclier canadien, le territoire est juché à environ 500 mètres d'altitude et son relief est plutôt plat. De plus, il est couvert de nombreux lacs. Enclave de la Côte-Nord, Lac-Juillet est circonscrit à l'est, à l'ouest et au sud par le Labrador. La frontière entre ces deux territoires correspond à la ligne de partage des eaux (Laurentian Divide). Au-delà de sa frontière nord (55e parallèle nord) se trouve Rivière-Koksoak, au Nunavik.

## Démographie
| 2001 | 2006 | 2011 | 2016 | 2021 |
| ---- | ---- | ---- | ---- | ---- |
| 0    | 0    | 26   | 0    | 0    |